# Vespa simillima xanthoptera

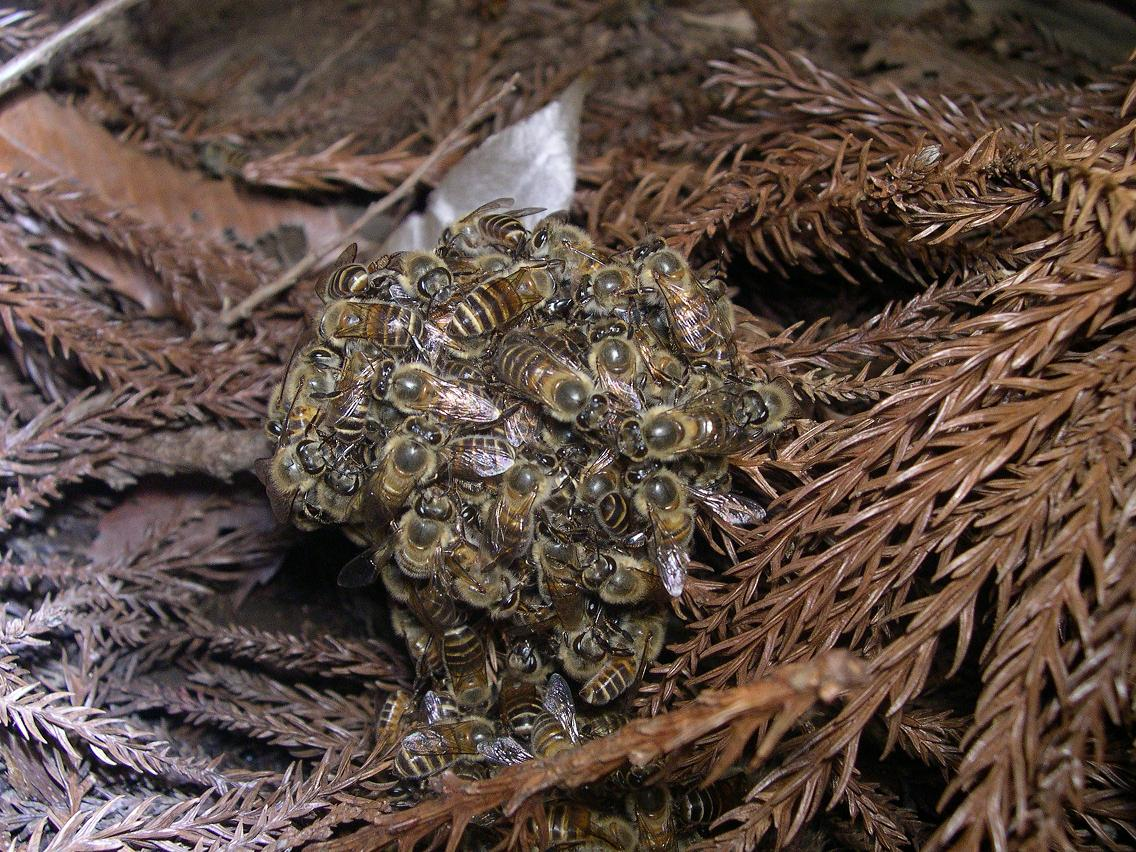
Defensa térmica contra el Avispón

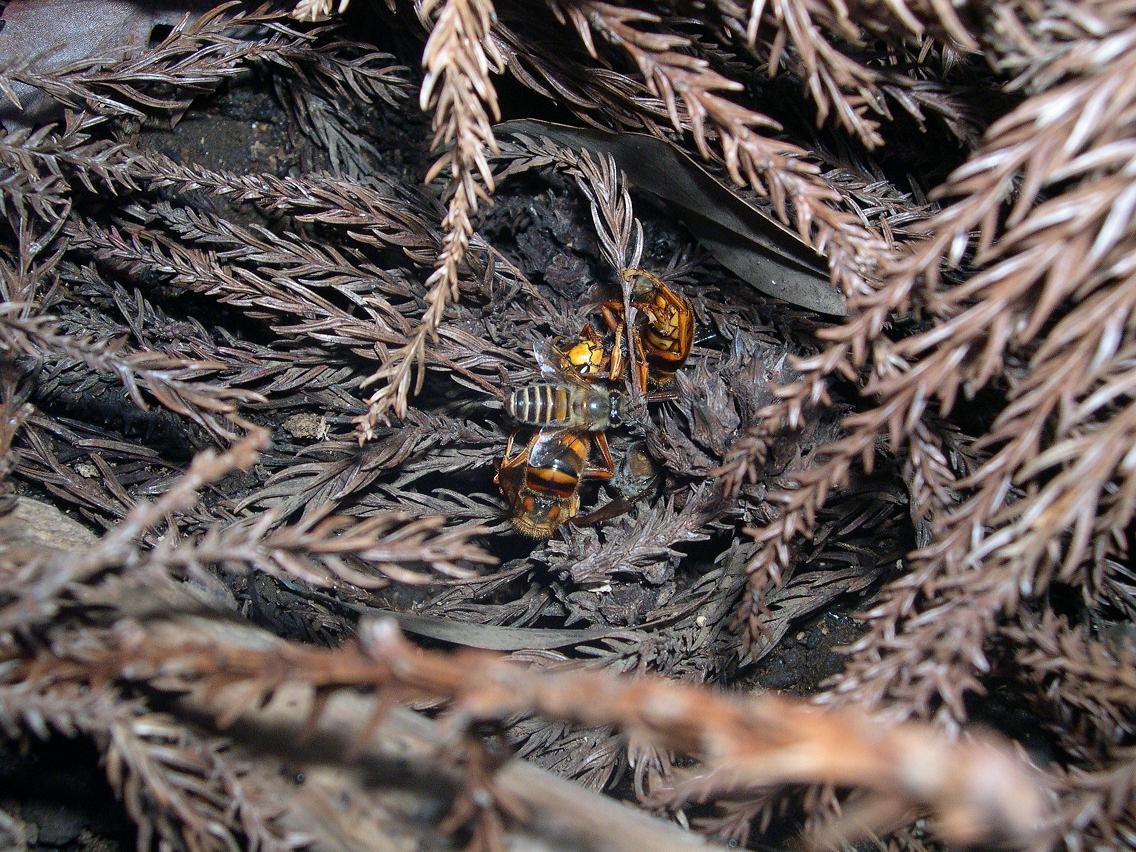
Avispón muerto por calor

El avispón asesino de abejas asiático (Vespa simillima xanthoptera) es una especie de avispa, propia del continente asiático que ataca las abejas melíferas de las especies Apis mellifera y Apis cerana. En el caso de la abeja melífera occidental no tienen defensa alguna, mientras que Apis cerana, especie que coevolucionó en el ambiente con el avispón asesino, ha desarrollado un mecanismo de autodefensa, llamado defensa térmica: las abejas esperan el avispón, lo rodean y, llevando la temperatura a 47 °C, causan la muerte del mismo.
Estos avispones diezman en minutos una colonia completa de Apis mellifera, dado que poseen fuertes mandíbulas, con las cuales destrozan las abejas guardianas primero y luego el resto de la colonia. El botín de semejante predación son los cuadros de cría de Apis mellifera o Apis cerana cuyas larvas tienen un alto valor proteico, con los cuales los avispones alimentan a sus larvas.
Este avispón es causante de un promedio de 108 muertes al año, debido al choque anafiláctico que causa su veneno a los humanos.